# Iniezione (edilizia)
Nelle opere speciali di consolidamento di pareti di scavo, l'iniezione è l'operazione che, a seguito dell'esecuzione di carotaggi a profondità stabilite, e a seguito dell'inserimento di un'armatura consistente in un ferro di diametro prestabilito all'interno del cartaggio, consiste nell'iniettare cemento liquido attraverso delle apposite cannette che raggiungono il fondo del foro, all'interno del foro eseguito fino al completo riempimento, creando un manufatto armato che consolida la struttura.
Sulla parete di scavo vengono eseguiti diversi "chiodi" come dispone l'ingegnere progettista, la maglia di chiodi viene completata da gunite (cemento spruzzato sulla parete dopo la sistemazione di uno o due strati di rete elettrosaldata come disposta dall'ingegnere). infine le teste dei chiodi vengono affrancate e tirate con dei "bulloni".